# Moervaart

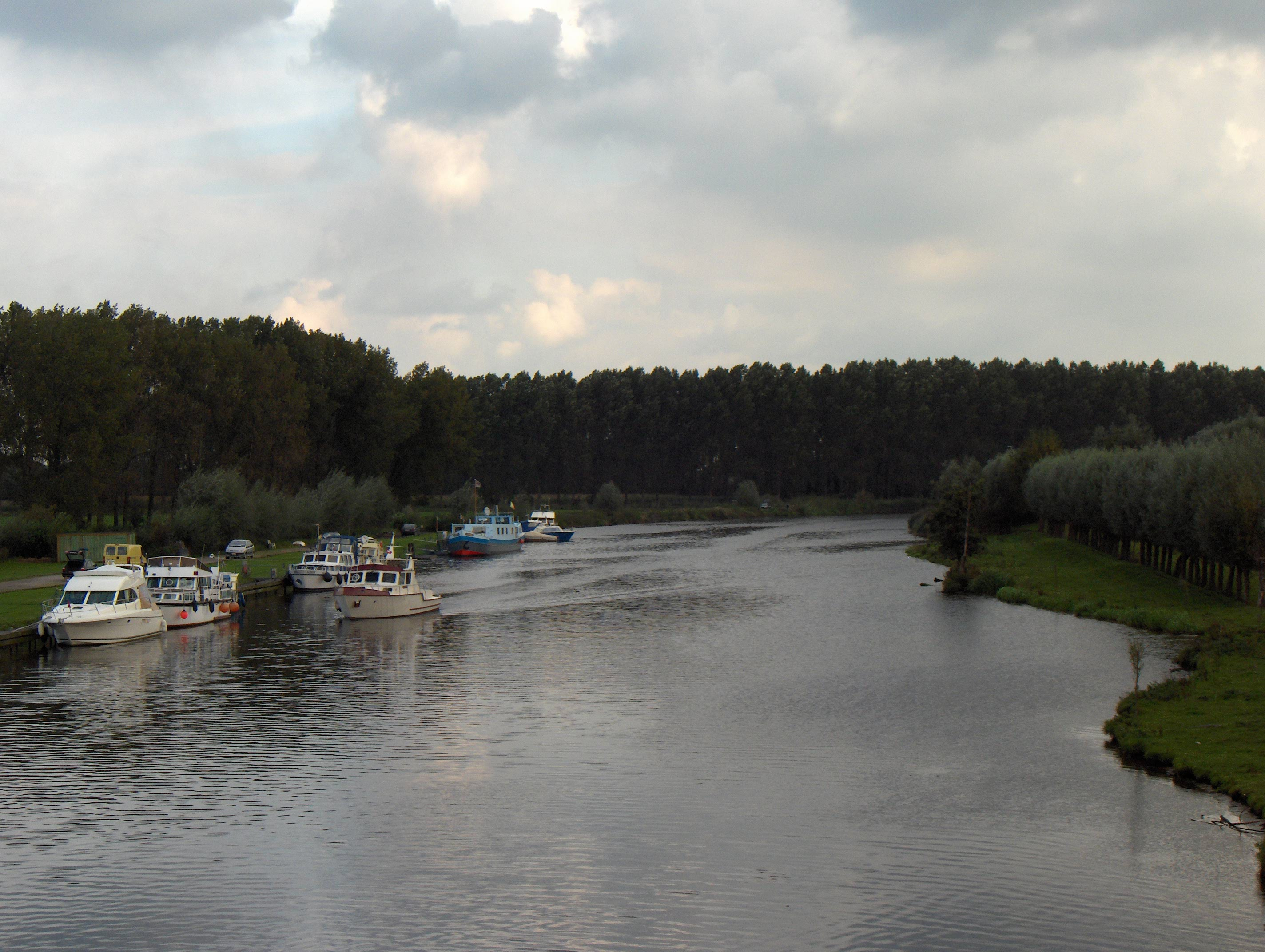
Moervaart, zicht vanaf de Spanjeveerbrug in Mendonk, blik westwaarts

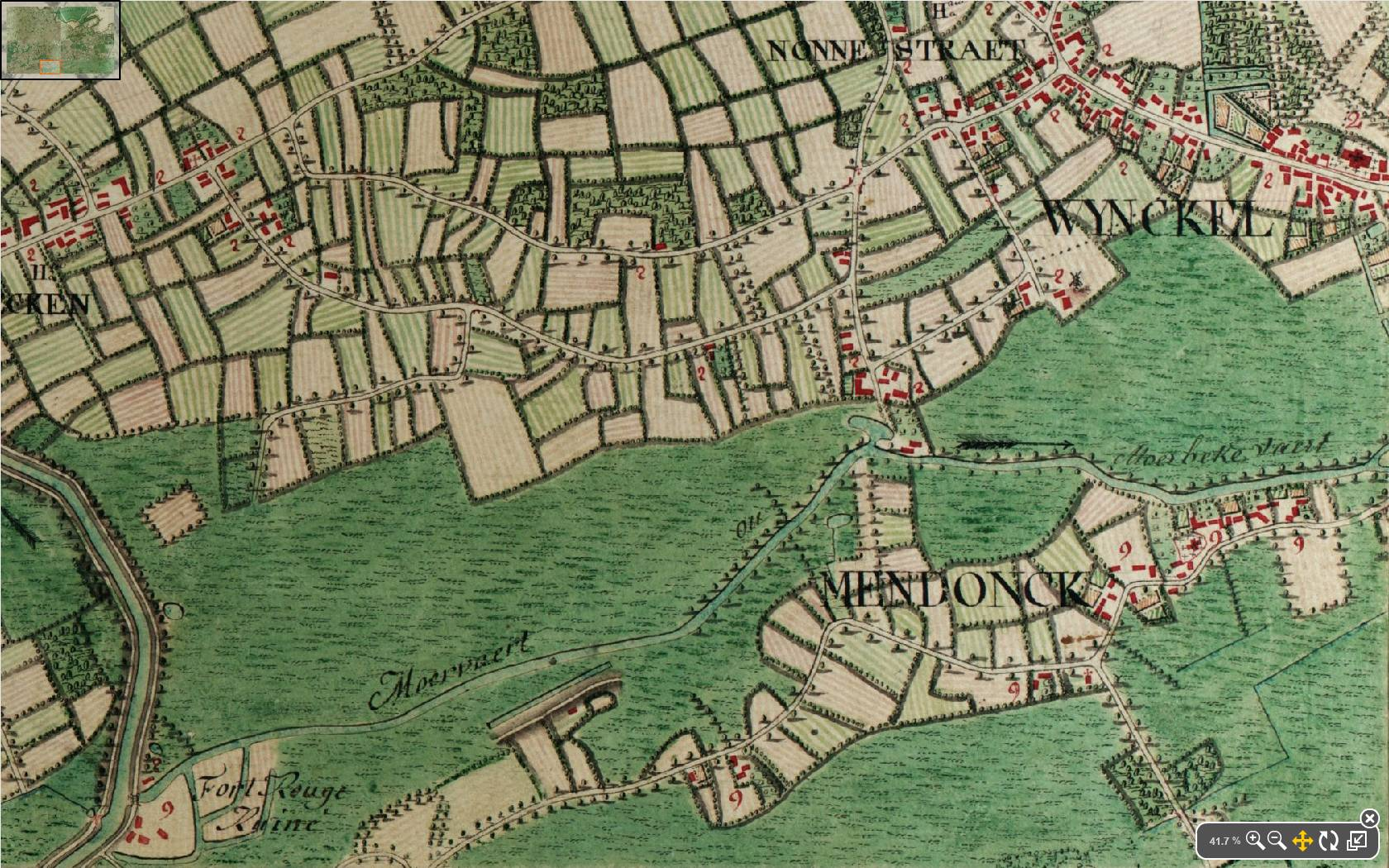
Moervaart op de Ferrariskaart

De Moervaart is een kanaal in het noorden van de Belgische provincie Oost-Vlaanderen, en is de mensgemaakte middenloop van de rivier de Durme. De Moervaart is 22,42 km lang en verbindt het Kanaal van Gent naar Terneuzen met de Durme. Het kanaal heeft vandaag nog weinig economische betekenis en wordt enkel door de pleziervaart gebruikt. Deze waterloop loopt in Gent door Mendonk, door Wachtebeke en in het Waasland door Moerbeke-Waas en Lokeren. Via de Stekense Vaart staat de Moervaart in verbinding met Stekene. De vallei van de Moervaart is Europees beschermd als onderdeel van Natura 2000-gebied 'Bossen en heiden van Zandig Vlaanderen: oostelijk deel' (BE2300005).

## Geschiedenis
De Moervaart werd in de Middeleeuwen (rond 1300) gegraven door de abdij van Boudelo, aanvankelijk als relatief smalle afwatering van de Moervaartdepressie. Geprobeerd werd om zo landbouwgrond te winnen op het drassige veengebied dat voorheen enkel geschikt was voor de ontginning van turf, vroeger ook wel moer genoemd, vandaar ook de naam van de vaart. Omdat de naburige Zuidlede na verloop van tijd te smal werd voor het vervoer van de turf, werd de Moervaart in de 15e eeuw verbreed en bevaarbaar gemaakt.
Door de aanleg van het kanaal Gent-Terneuzen in 1825 werd de verbinding verbroken met de natuurlijke bovenlopen: de Poekebeek en Oude of Hoge Kale.

## Hydrografisch
Tot 1964 zat er getij (+/- 25 cm) op de Moervaart, via de Durme en verderop de Schelde. Door de afdamming van de Durme te Lokeren en het verwijderen van de sluis te Rodenhuize tussen de Moervaart en het kanaal Gent-Terneuzen is het waterniveau van beide waterlopen gelijk.
Tot het begin van de 20e eeuw en de aanleg van ontwateringskanalen bleef de streek echter drassig. Momenteel is de streek, de Moervaartdepressie, voornamelijk een landbouwgebied.

## Bezienswaardigheden
In Wachtebeke liggen over de Moervaart twee ijzeren ophaalbruggen, de Overledebrug en de Kalvebrug, die als monument beschermd zijn. Ook de Moerbeekse bruggen (Terwestbrug, Vapeurbrug, Dambrug en Coudenbornbrug) zijn beschermd. Drie van deze bruggen worden op vandaag nog gebruikt door auto's, fietsers en wandelaars. De Vapeurbrug deed vroeger dienst om bieten de suikerfabriek binnen te brengen. Eerst via de spoorlijn die erover liep, nadien werden de sporen uitgebroken en de brug gebruikt voor vrachtwagens. In Mendonk is de Spanjeveerbrug een baileybrug over de Moervaart.

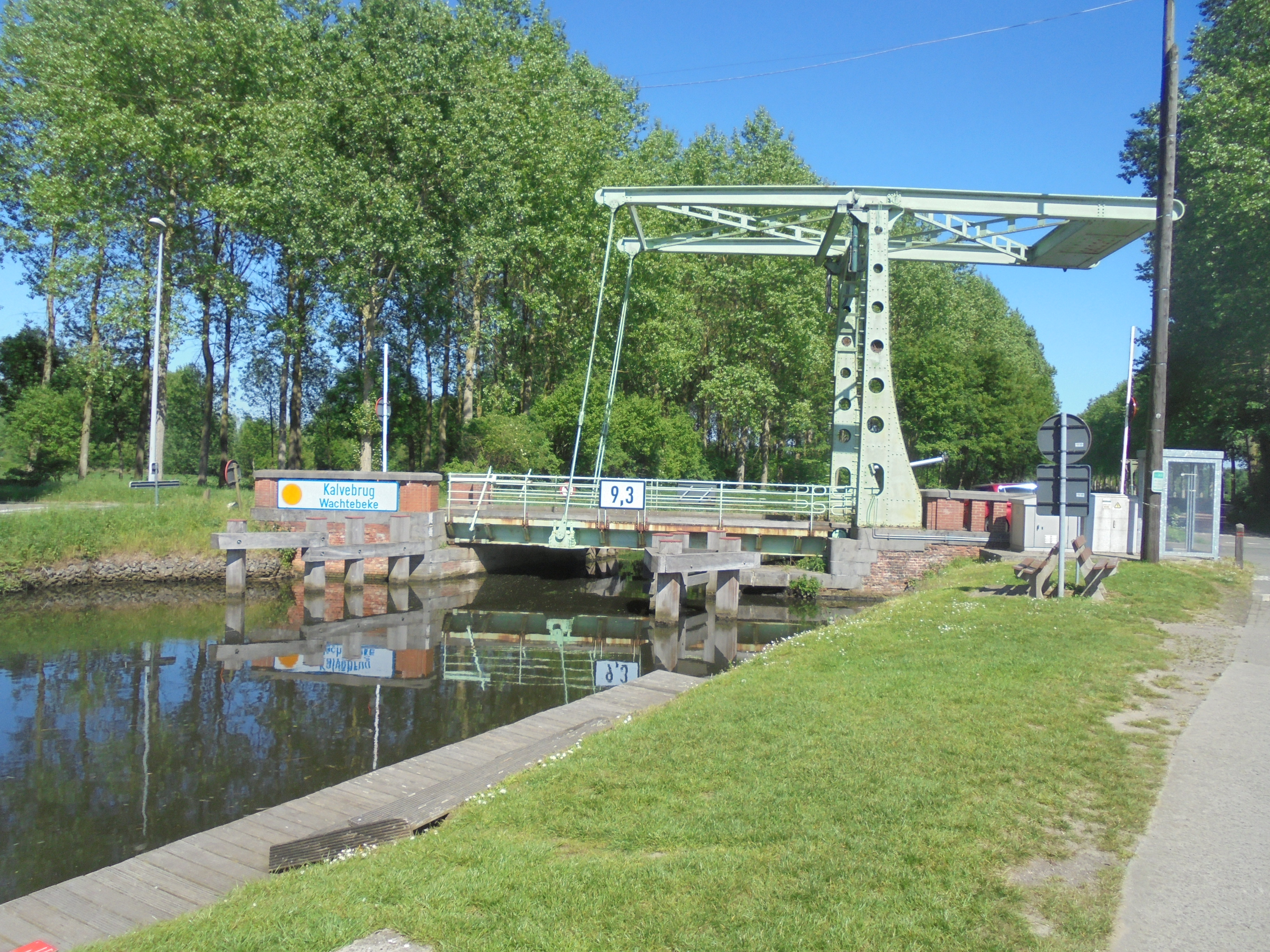
Kalvebrug in Wachtebeke
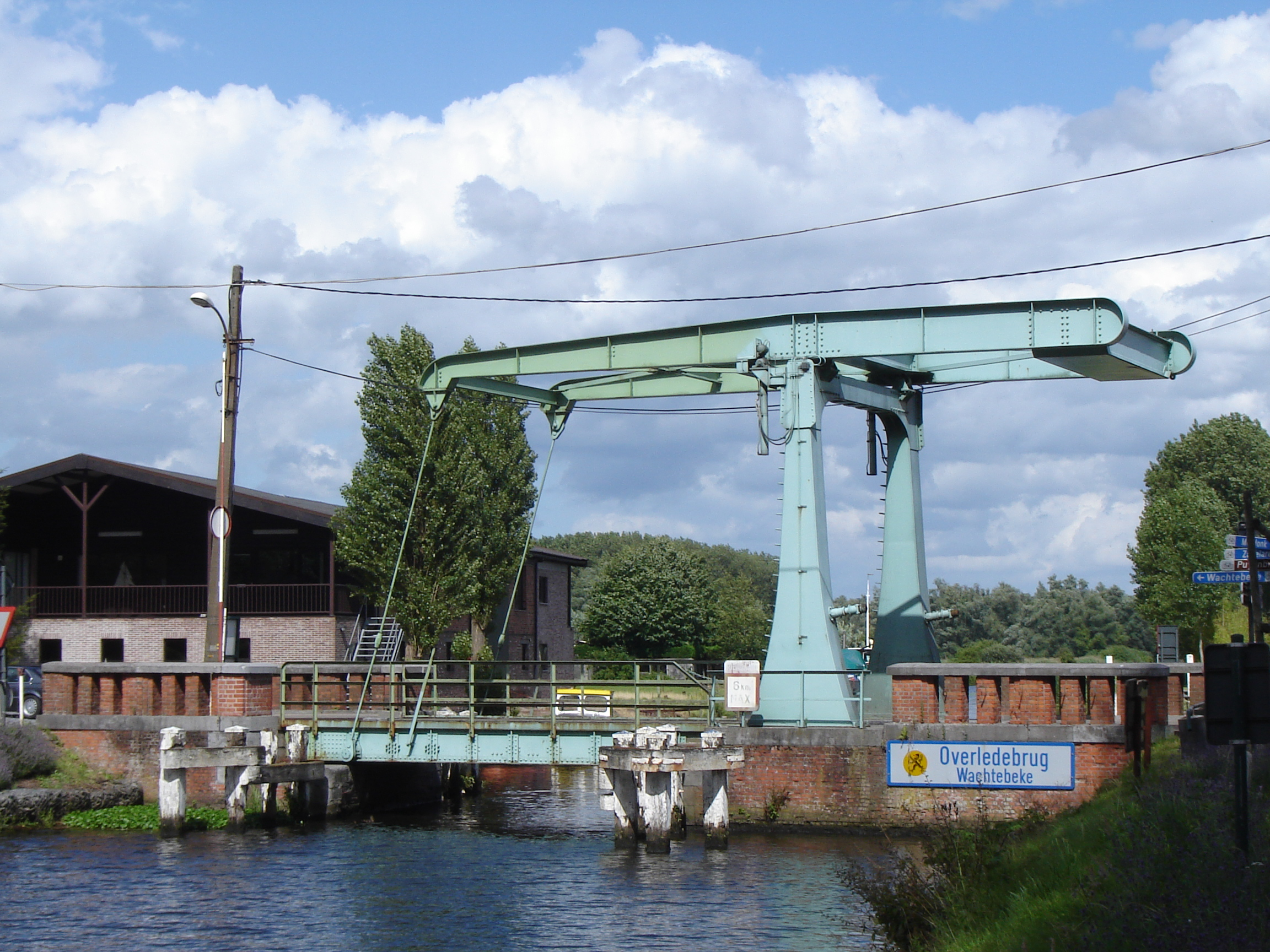
Overledebrug te Wachtebeke
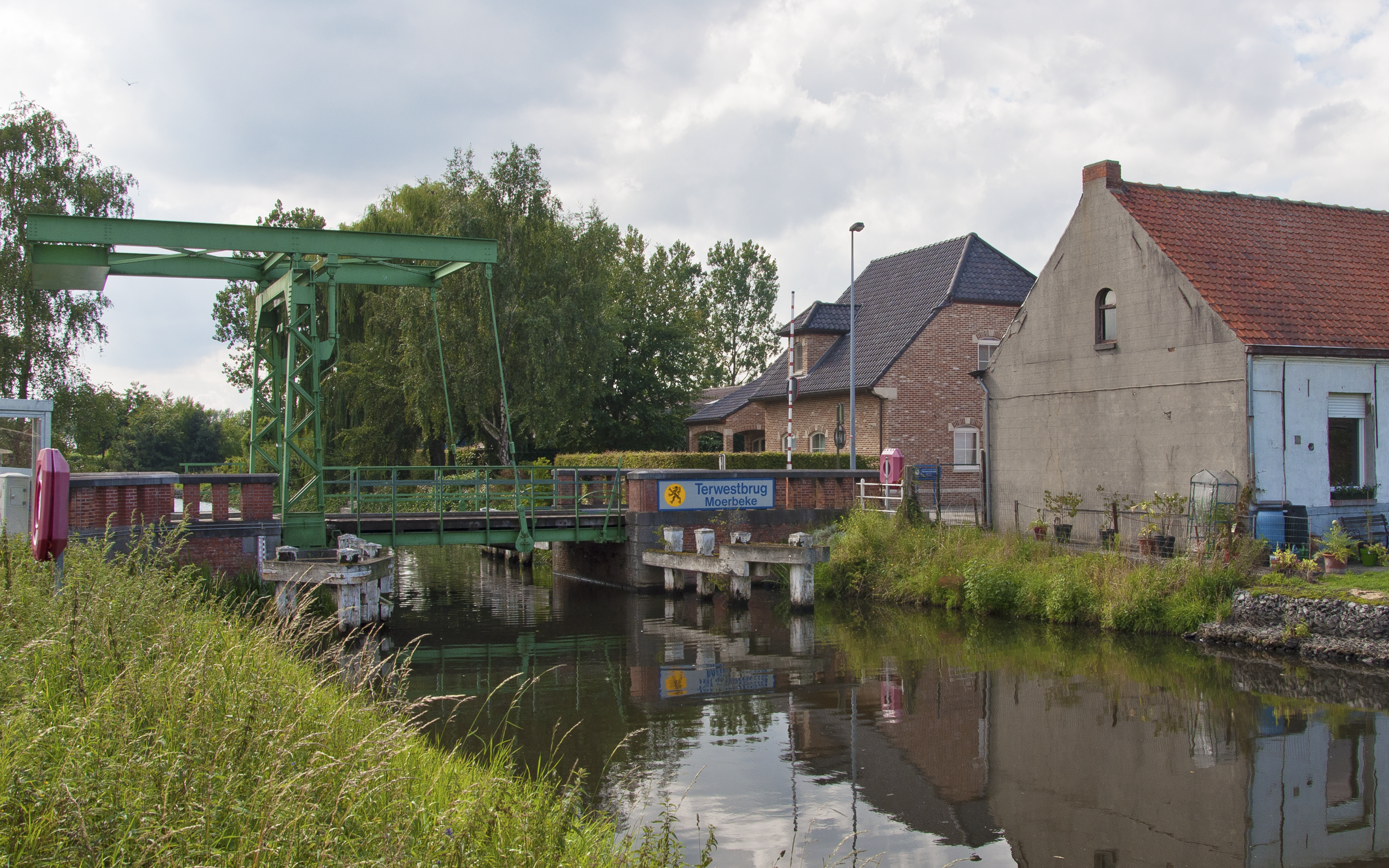
Terwestbrug ten westen van het centrum van Moerbeke
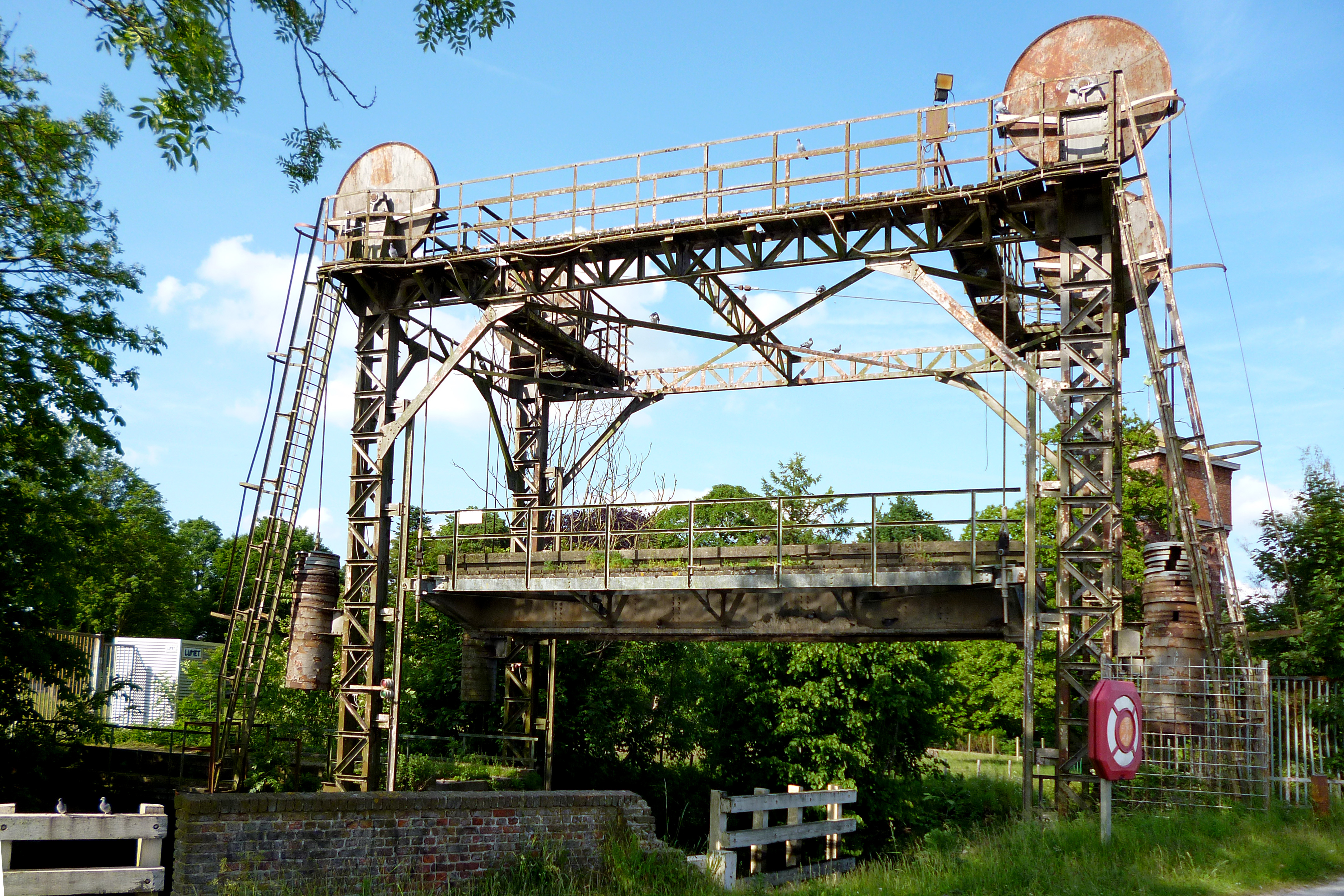
Vapeurbrug ter hoogte van de suikersite in Moerbeke
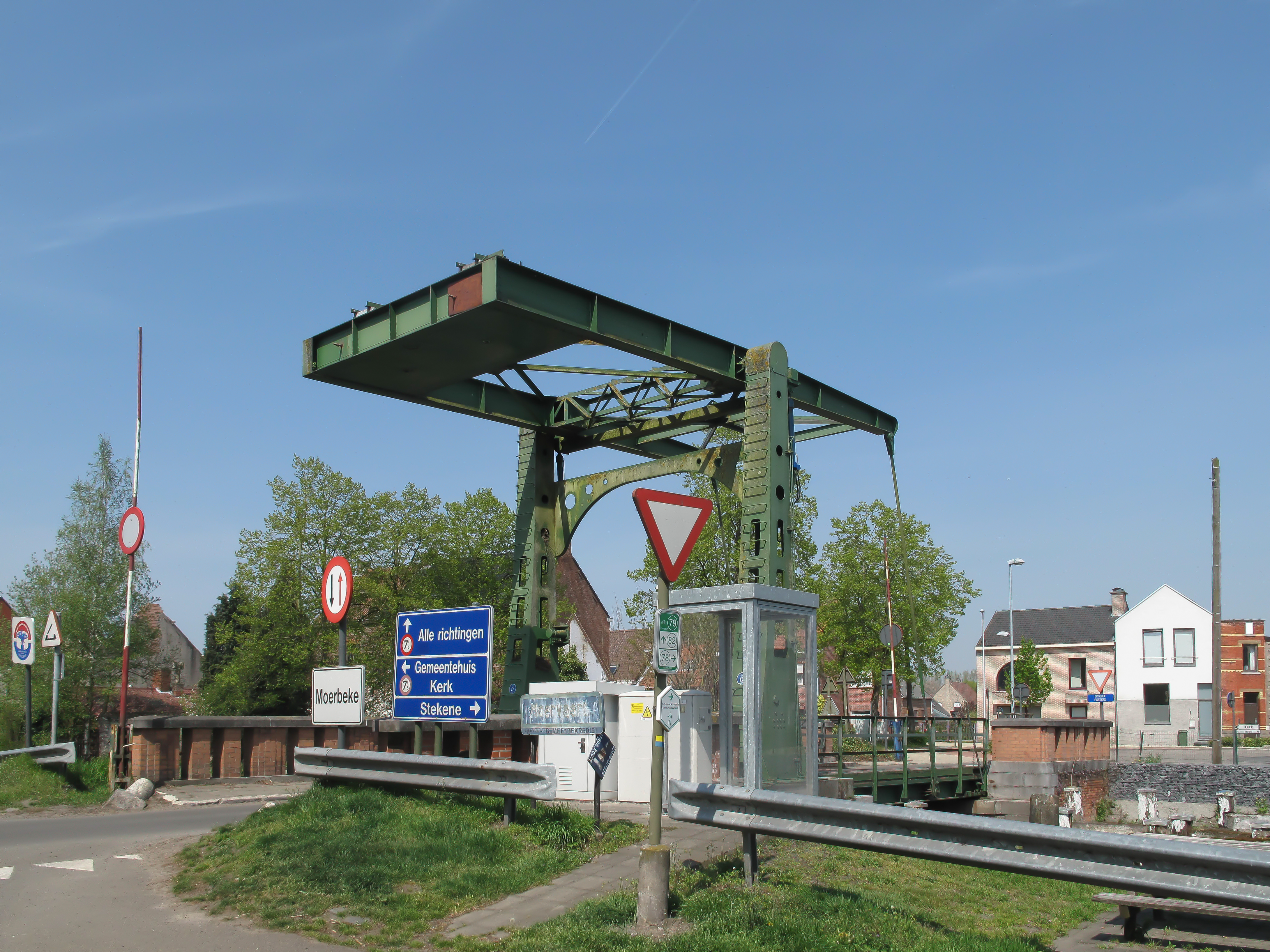
Dambrug richting het centrum van Moerbeke
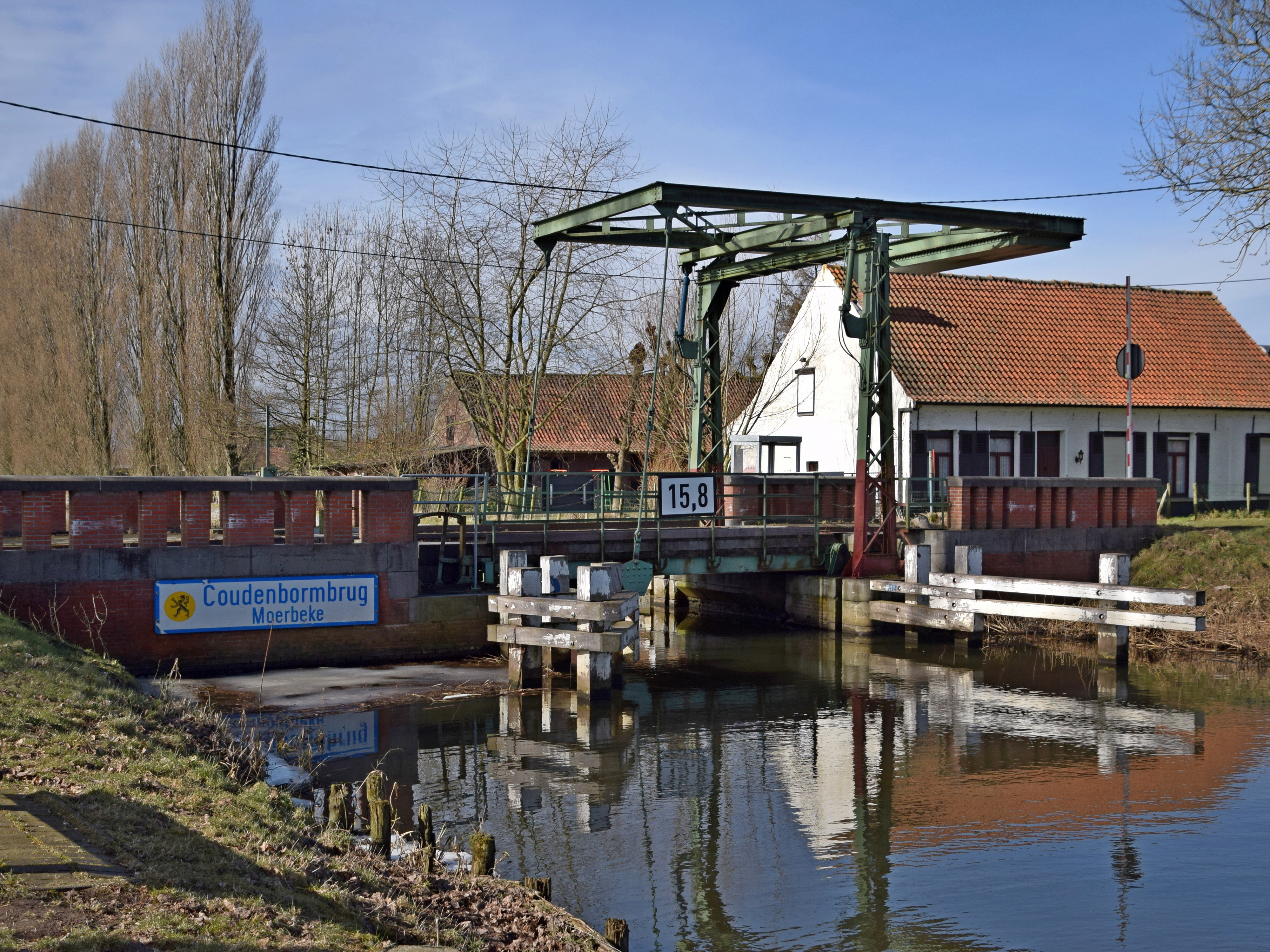
Coudenbormbrug in Klein-Sinaai
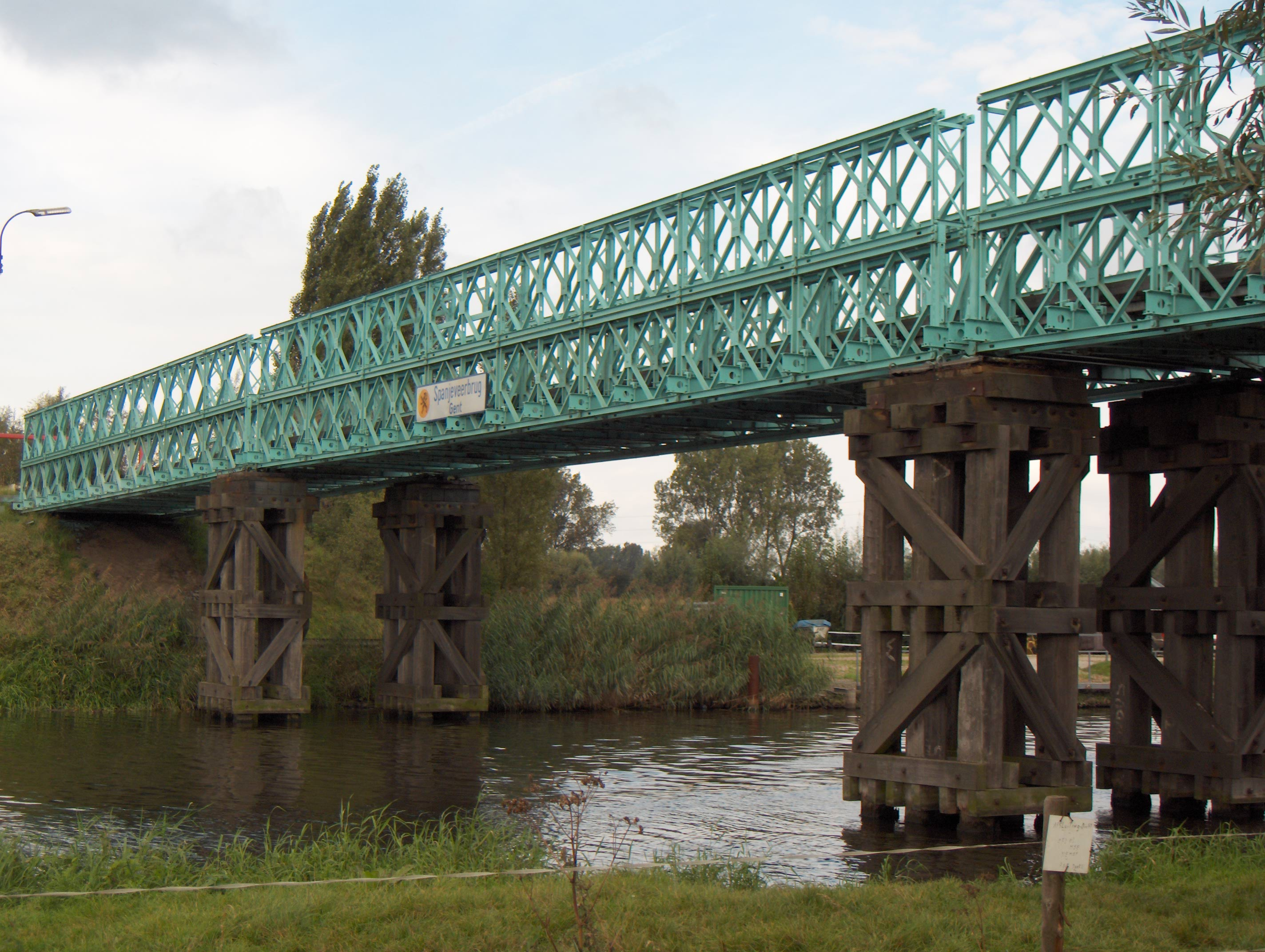
Spanjeveerbrug te Mendonk

John Kennedybrug · Spanjeveerbrug · Overledebrug · Kalvebrug · Terwestbrug · Vapeurbrug · Dambrug · Coudenbornbrug · Sinaaibrug · Spletterenbrug
Rivieren: Durme (Bovendurme, Benedendurme) · Lede · Zuidlede

Kanalen: Moervaart

Grachten: Fondatiegracht · Kapittelsvaardeken · Olentgracht

Beken: Beerbakbeek · Lokerenbeek · Vondelbeek
Kanalen: Moervaart · Stekense Vaart

Grachten: Ringgracht

Beken: Armentruienbeek · Barbierbeek · Belselebeek · Fondatiebeek · Grote Beek · Klapperbeek · Molenbeek · Ransbeek · Uilebeek